# Карафа
Карафа (на италиански: Carafa, Caraffa) е неаполитански благороднически род, към който принадлежи папа Павел IV и още 14 кардинали.
Семейство Карафа произлиза от Неапол. През 13 – 14 в. достига положене на едно от най-влиятелните феодални фамилии в Неаполитанското кралство. Диомед Карафа получава известност като писател. През 1467 г. Оливиеро Карафа става първият от 15 кардинали, произлезли от това семейство. Благодарение на това рода се закрепва в Рим и постепенно получава влияние и в други области на Италия. За това способва родството на Карафа с Тома Аквински, което получава отражение в работата на фреската на Филипино Липи в капела Карафа в римската църква Санта-Мария-сопра-Минерва.
Племенникът на Оливиеро, Джанпиетро Карафа става римски папа под името Павел IV. Павел IV провежда активна външна политика, встъпва в съюз с Франция в нейната война с Испания на италианска територия, което води до превземане от испански войски на херцог Алба територията на Папската държава. В това време той усилва влиянието на светата инквизиция, оглавявана от папски избраник.
След смъртта на папа Павел IV в организиран срещу него процес папата е осъден на смърт. Негова статуя е обезглавена и хвърлена в Тибър. Едновременно през 1561 г. са осъдени на смърт и двамата му племенници – кардинал Карло и Джовани Карафа, участващи във военните операции на Павел IV и живи по онова време. Кардинал Антонио Карафа е осъден на изгнание през 1651 и е изгонен от Рим. Всичките им имоти са отнети.
След няколко години Карафа са реабилитирани, конфискуваните им имения са върнати на потомците им. Но политическото им влияние в Италия се изчерпва и те не са фактор в политиката на полуострова. В следващите столетия представители на Карафа заемат архиепископското място в Неапол